# Ulrich Widmaier (Politikwissenschaftler)
Ulrich Widmaier (* 22. Januar 1944 in Stuttgart; † 20. Februar 2008) war ein deutscher Hochschullehrer für Politikwissenschaft.

## Leben und Wirken
Ulrich Widmaier wurde 1944 als Sohn von Margarete und Willi Widmaier geboren. Er besuchte die Volksschule und das Hegel-Gymnasium in Stuttgart. Ab 1964 leistete er seinen Wehrdienst ab. Von 1965 bis 1970 studierte er Soziologie und Politische Wissenschaft an der Universität Mannheim und schloss als Diplom-Soziologe ab. 1970 heiratete er Brigitta Ulrike Widmaier, geb. Eschler. Mit Hilfe eines DAAD-Stipendiums ging er anschließend für ein Jahr an die Princeton University. 1971/72 sowie 1977 war er als Wissenschaftlicher Assistent am Lehrstuhl für Politische Wissenschaft I der Universität Mannheim bei Rudolf Wildenmann. In den Jahren 1972 und 1973 nahm er an den ECPR-Sommerschulen teil. 1977 wurde er an der Universität Mannheim zum Dr. phil. promoviert mit dem Dissertationsthema Politische Gewaltanwendung als Problem der Organisation von Interessen. Eine Querschnittsstudie der soziopolitischen Ursachen gewaltsamer Konfliktaustragung innerhalb von Nationalstaaten. Im Anschluss war er zehn Jahre lang Wissenschaftlicher Mitarbeiter am Internationalen Institut für Vergleichende Gesellschaftsforschung des Wissenschaftszentrums Berlin unter Leitung von Karl W. Deutsch. Von 1978 bis 1986 war Widmaier außerdem Lehrbeauftragter an der Freien Universität Berlin, Fachbereich Politische Wissenschaft. 1987 wurde er mit der Schrift Endogene Grenzen des Wachstums. Eine politisch-ökonomische Makroanalyse der möglichen Folgen von Verteilungskonflikten in den kapitalistischen Wettbewerbsdemokratien (OECD-Staaten) an der Universität Mannheim für Politische Wissenschaft habilitiert. Danach war er zwei Jahre lang stellvertretender Leiter der „Forschungsstelle für gesellschaftliche Entwicklungen“ (FGE) der Universität Mannheim.
Im Sommersemester 1989 übernahm Widmaier die Vertretung des Lehrstuhls für Politische Wissenschaft I an der Universität Mannheim und ab dem Folgesemester die langfristige Vertretung des Lehrstuhls für Politische Wissenschaft II an der Ruhr-Universität Bochum, die er bis 1996 innehatte. Von 1990 bis 1995 leitete er an der Ruhr-Universität Bochum eine Panelstudie zur technischen, betrieblichen, wirtschaftlichen und sozialen Entwicklung beim Einsatz flexibler Arbeitssysteme in der gewerblichen Wirtschaft. 1991 war er Gastdozent an der Humboldt-Universität zu Berlin. Von 1991 bis 1997 war er Mitglied im Beirat der Deutschen Vereinigung für Politische Wissenschaft sowie von 1994 bis 1997 im Executive Committee des ECPR. 1995 wurde ihm von der Universität Mannheim der Titel „außerplanmäßiger Professor“ verliehen. Im Jahr darauf trat er eine C4-Professur für Vergleichende Regierungslehre und Politikfeldanalyse an der Ruhr-Universität Bochum an. In den Jahren 2000 bis 2002 war er Dekan der Fakultät für Sozialwissenschaft. Sein bekanntester Mitarbeiter war Nils C. Bandelow, der seit 2007 den Lehrstuhl für Politikwissenschaft an der TU Braunschweig innehat.
Im Januar 2007 ging Widmaier in den vorzeitigen Ruhestand. 2008 erlag er einem seit fast acht Jahren andauernden Krebsleiden.

## Publikationen (Auswahl)
- Politische Gewaltanwendung als Problem der Organisation von Interessen. Hain, Meisenheim am Glan 1978, ISBN 3-445-01836-7.
- Endogene Grenzen des Wachstums. Nomos-Verlag-Ges., Baden-Baden 1989, ISBN 3-7890-1682-9.
- mit Franz Lehner: Vergleichende Regierungslehre. Leske und Budrich, Opladen 1995, ISBN 3-8100-1366-8.
- mit Andrea Gawrich, Ute Becker: Regierungssysteme Zentral- und Osteuropas. Leske und Budrich, Opladen 1999, ISBN 3-8100-2294-2.